# Studia Linguistica Universitatis Iagellonicae Cracoviensis
„Studia Linguistica Universitatis Iagellonicae Cracoviensis” – czasopismo powstałe po oddzieleniu się Instytutu Polonistyki (przekształconego następnie w Wydział Polonistyki) od Wydziału Filologicznego Uniwersytetu Jagiellońskiego. Jest ono kontynuacją „Zeszytów Naukowych Uniwersytetu Jagiellońskiego (Prace Językoznawcze)”.
Czasopismo wydawane jest w sposób ciągły online; zawiera artykuły i recenzje naukowe z zakresu językoznawstwa.
Artykuły publikowane były początkowo w językach: polskim, rosyjskim, niemieckim, francuskim i angielskim, obecnie zaś wyłącznie w języku angielskim.
Figuruje na liście czasopism z punktacją publikowanej jest przez Ministra Nauki i Szkolnictwa Wyższego.